# Ordine di Boyacá
L'Ordine di Boyacá è un ordine cavalleresco della Colombia.

## Storia
L'Ordine è stato fondato nel 1927 dal Presidente Miguel Abadìa Méndez per sostituire la Croce del Centenario di Boyaca. Attraverso il decreto 1612 del 10 luglio 1952, si è stabilito che il 7 agosto era il giorno dell'Ordine di Boyaca, giorno in cui tutti gli insigniti si devono raccogliere per rendere omaggio ai Libertadores, i martiri e gli eroi dell'indipendenza.
Infine, con il decreto 2396 del 16 agosto 1954, sono state codificate tutte le regole e le leggi esistenti in modo permanente.
Attraverso il decreto 2919 del 30 ottobre 1980 è stata istituita la classe di Gran Collare, riservata esclusivamente ai capi di Stato.

## Classi
L'Ordine dispone delle seguenti classi di benemerenza:
- Gran Collare (dal 1980)
- Gran Croce Straordinaria
- Gran Croce
- Grand'Ufficiale
- Croce d'Argento
- Commendatore
- Ufficiale
- Cavaliere

| Cavaliere       | Ufficiale  | Commendatore             | Croce d'Argento |
| Grand'Ufficiale | Gran Croce | Gran Croce Straordinaria | Gran Collare    |

## Insegne
- Il nastro è blu con bordi gialli, blu e rossi.